# Muối Moshio
Muối Moshio (藻塩) là một loại muối biển Nhật Bản được làm bằng phương pháp cổ xưa, qua đó muối này được thu thập bằng cách sử dụng rong biển khô gọi là hondawara (Sargassum fulvellum). Người ta tin rằng rong biển mang lại hương vị umami bổ sung cho muối.
Khí hậu Nhật Bản quá mát và ẩm ướt nên đủ khả năng dễ dàng sản xuất muối bằng cách bốc hơi nước biển. Đun sôi trực tiếp nước biển sử dụng một lượng nhiên liệu rất lớn, vì vậy rong biển về mặt lịch sử là kỹ thuật chính được sử dụng cho đến thế kỷ thứ 7 khi muối enden pan – cánh đồng muối đất sét – trở thành kỹ thuật sản xuất muối chính.

## Quy trình
Để làm ra loại muối này, rong biển được phơi khô và tinh thể muối hình thành trên rong biển. Xong họ thu thập chúng bằng cách đun sôi rong biển trong nước biển trong túi để tạo thành nước muối cô đặc. Dung dịch thu được rồi đem ra đun sôi cho đến khi kết tinh.